# Kemmerer, Wyoming
Kemmerer är en stad (city) i västra delen av delstaten Wyoming i USA och är huvudort i Lincoln County. Med 2 656 invånare vid 2010 års folkräkning är staden den största i det glesbefolkade countyt. Staden har ända sedan tillkomsten den stora kolgruvan som viktig arbetsgivare och är uppkallad efter gruvans ursprungliga finansiär, Mahlon S. Kemmerer.

## Historia
Upptäcktsresanden John C. Frémont upptäckte kol i området under sin andra expedition år 1843. Union Pacific Coal Company öppnade den första kolgruvan under jord här 1881 efter att Oregon Short Line Railroad mellan Granger, Wyoming och Oregon öppnats. 
Patrick J. Quealy (1857–1930), verkställande direktör för Kemmerer Coal Company, grundlade Kemmerer som en oberoende stad 1897. Den nya staden låg 6 miles (10 kilometer) söder om den ursprungliga bosättningen. Han uppkallade gruvbolaget och gruvstaden efter sin finansiär, kolmagnaten Mahlon S. Kemmerer (1843–1925). Omkring 1950 omvandlades gruvan till ett dagbrott och gruvan var då världens största koldagbrott. År 1980 såldes Kemmerer Coal Co. till Pittsburg & Midway Coal Company, idag en del av Westmorland Coal Company. Gruvan är fortfarande i drift med en årlig produktion på omkring 5 miljoner ton.
Quealy sålde tomterna i den nya staden istället för att hyra ut dem, vilket tillät oberoende företag att slå sig ner på platsen. Frontier Supply Company, gruvbolagets dotterbolag, levererade elektricitet med en generator som införskaffats från Utah. Quealy hade en bakgrund som irländsk immigrant och i Wyoming blev han aktiv i Demokratiska partiet och i St Patricks kyrka, som bolaget donerade land till. Han var även grundare till First National Bank, grundad 1900. Kemmerer Savings Bank grundades 1909, och bankens ordförande Asbury D. Hoskins var även direktör för Blyth-Fargo-Hoskins Company och valdes till delstaten Wyomings skattmästare (state treasurer) år 1919.
Den stora amerikanska varuhuskedjan J.C. Penney grundades i Kemmerer 1902.

## Kultur och sevärdheter
Regionen är berömd för de välbevarade fossil som hittats i närheten vid Fossil Butte National Monument. Staden har porträtterats i Philip K. Dicks science fiction-roman Ur led är tiden (Time Out of Joint)  från 1959 och kallas där "Old Town".

## Kända invånare
Följande personer har bott i Kemmerer:
- John Buck, basebollspelare.
- Jerry Buss, ägare till Los Angeles Lakers, uppväxt i Kemmerer.
- William L. Carlisle, tågrånare.
- James Cash Penney, grundare av J.C. Penney-kedjan.
- Edgar Herschler, jurist och demokratisk politiker, Wyomings guvernör 1975-1986.